# ألمادرونيس
بلدية المدرونِس (بالإسبانية: Almadrones) هي بلدية تقع في مقاطعة وادي الحجارة التابعة لمنطقة قشتالة والمنشف وسط إسبانيا.

## الديموغرافيا
بلغ عدد سكان بلدية المدرونس 90 نسمة عام 2011 (وفقاً للمعهد الوطني الإسباني للإحصاء).
| 91 | 100 | 87 | 100 | 99 | 98 | 90 |